# Sasha Boole
Олександр Буліч (*21 березня 1989, Житомир, Україна) — відоміший під сценічним ім'ям як Саша Буль, український співак, композитор та письменник, автор пісень у жанрі кантрі та інді-фолк, ведучий подкастів, а також український військовослужбовець, майор Збройних Сил України, учасник російсько-української війни.

## Ранні роки
Олександр Буліч народився 21 березня 1989 року у місті Житомир у сім'ї військового, але виріс у Чернівцях. Навчаючись у Чернівецькому національному університеті, Олександр почав писати пісні. Тоді ж і навчився грати на гітарі.
Вигадуючи свій творчий псевдонім, Олександр згадав Сашу Грей, і відразу після неї англійського науковця Джорджа Буля. Так народився Саша Буль.
Під час формування свого музичного стилю, Буль пішов від нового до старого — захопившись The White Stripes, почав цікавитись The Rolling Stones, далі The Beatles, далі ще глибше, допоки не дійшов до музики з Міссіссіпі.

## Музична кар'єра
У 2013 році, назбиравши кілька пісень, Буліч записав свій перший альбом Vol. 1. До альбому увійшло 11 пісень, більшість з яких — українською. Кілька треків були записані за участі декількох сесійних музикантів, серед яких гітарист кантрі-гурту «Nebraska» Андрій Пилат, екс-барабанщик гурту «Серцевий Напад» Олександр Макарчук, бас-гітарист Дмитро Фєльдман і гітарист Роман Слупецький. На момент запису альбому, співак не був впевнений якого саме звуку він хоче, проте платівка вийшла доволі сильна, щоб Буль зміг заявити про себе як про самобутнього музиканта, що грає той інді-фолк, якого в Україні майже немає.
На підтримку дебютного альбому Саша поїхав у великий тур Україною, Білоруссю та Молдовою, що включав багато східноукраїнських міст. У цей же час у Києві почав розгорятися Євромайдан. Під впливом діалогів із місцевими жителями, поїздки до Придністров'я й був написаний другий альбом — Survival Folk — набагато доросліший і похмуріший за попередній. Буль постійно порушує тему смерті та взаємодопомоги. Якби не характерний акцент, Survival Folk звучав би, як платівка досвідченого американського кантрі-виконавця. В ній витримана драматургія і смисловий посил. До того ж, на другому альбомі Саша майже позбувся зайвих інструментів. Тут є лише гітара, гармошка та зрідка бек-вокали і скрипка.
У 2016 Саша став автором саундтреків до документальної стрічки Dustards, що отримала декілька нагород на міжнародних кіно-фестивалях.
У квітні 2017 року у Лодзі Буль влаштував музичний марафон, давши 24 концерти за добу.
23 травня 2017 вийшов третій альбом Буля Golden Tooth. Він увійшов до списку 15-ти найзнаковіших релізів в Україні 2017 року за версією BBC Україна.
2018 року приєднався до складу гурту Me And That Man, заснованого польським музикантом Адамом Дарським, а в травні зіграв з ними свій перший концерт. 15 червня виступив на розігріві у американського гурта Black Rebel Motorcycle Club.
У січні 2019 року виступив з концертом у нідерландському шоу 2 Meter Sessions, ставши першим українським музикантом, якого запросили для участі у цій передачі. 19 березня 2019 року випустив перший сингл «Зі смертю під вінець» з майбутнього четвертого альбому.
27 березня 2020 року в складі гурту Me and That Man видав альбом New Man, New Songs, Same Shit, Vol. 1. Після альбому разом з гуртом здійснив концертний тур Польщею. «How Come», пісню на альбомі авторства Буліча, виконав вокаліст гурту Slipknot Корі Тейлор. 12 червня випустив альбом Too Old to Sell My Soul. У вересні взяв участь у фестивалі Respublika, який через світову пандемію коронавірусної хвороби відбувся онлайн.
30 серпня 2021 року на фестивалі Файне Місто виступив вперше з Me and That Man в Україні.
22 жовтня 2021 року на лейблі Napalm Records випущений альбом львівського гурту 1914 де представлена пісня «Coward» у співавторстві з Олександром.
3 березня 2022-го року долучився до лав ЗСУ і маючи закінчену військову кафедру став офіцером ЗСУ. Служив у 22-му окремому батальйоні, посада — заступник начальника штабу.
5 вересня 2023 вийшла автобіографічна комічна пісня «Тримаємо посадку».
З травня 2025 року очолює службу комунікацій Національної академії сухопутних військ імені гетьмана Петра Сагайдачного.

## Літературна кар'єра
У 2021 році Саша Буль опублікував свою першу художню книжку «Плющ». За визначенням критиків, роман «Плющ» є «постапокаліптичним неовестерном в українському сетингу». Роман опублікований в українському видавництві «Люта справа».

### Подкасти
У 2021 році Саша Буль став ведучим подкасту «Норовисті пройдисвіти» (про неоднозначних персонажів української історії), а у 2022 році — подкасту «Ой лишенько» (про епідемії). Обидва подкасти пов'язані з проектом «Локальна історія».

## Дискографія

### Альбоми

#### як Sasha Boole
- Vol. 1 (2013)
- Survival Folk (2014)
- Golden Tooth (2017)
- Too Old to Sell My Soul (2020)

#### у складіMe And That Man
- New Man, New Songs, Same Shit, Vol. 1 (2020)
- New Man, New Songs, Same Shit, Vol. 2 (2021)

### Сингли
- «Devil Got Too Much Business» (2014)
- «Дупа депутата» (2016)
- «Golden Tooth» (2017)[20]
- «Зі смертю під вінець» (2019)

## Відеокліпи
| Рік  | Назва                    | Альбом        | Режисер      |
| ---- | ------------------------ | ------------- | ------------ |
| 2014 | Would You Give Me A Hand | Survival Folk | Стас Пуздряк |
| 2016 | Дорога                   | Survival Folk | Стас Гуренко |